# Grande Prêmio da Bélgica de 1950
Resultados do Grande Prêmio da Bélgica de Fórmula 1 realizado em Spa-Francorchamps em 18 de junho de 1950. Quinta etapa do campeonato, foi vencido pelo argentino Juan Manuel Fangio, que subiu ao pódio junto a Luigi Fagioli numa dobradinha da Alfa Romeo, com Louis Rosier em terceiro pela Talbot-Lago.

## Classificação da prova

### Treino classificatório
| Pos. | Nº | Piloto                | Construtor         | Tempo | Diferença |
| ---- | -- | --------------------- | ------------------ | ----- | --------- |
| 1    | 8  | Giuseppe Farina       | Alfa Romeo         | 4:37  | –         |
| 2    | 10 | Juan Manuel Fangio    | Alfa Romeo         | 4:37  | + 0.0     |
| 3    | 12 | Luigi Fagioli         | Alfa Romeo         | 4:41  | + 4.0     |
| 4    | 2  | Luigi Villoresi       | Ferrari            | 4:47  | + 10.0    |
| 5    | 6  | Raymond Sommer        | Talbot-Lago-Talbot | 4:47  | + 10.0    |
| 6    | 4  | Alberto Ascari        | Ferrari            | 4:49  | + 12.0    |
| 7    | 16 | Philippe Étancelin    | Talbot-Lago-Talbot | 4:52  | + 15.0    |
| 8    | 14 | Louis Rosier          | Talbot-Lago-Talbot | 4:53  | + 16.0    |
| 9    | 18 | Yves Giraud-Cabantous | Talbot-Lago-Talbot | 4:56  | + 19.0    |
| 10   | 22 | Pierre Levegh         | Talbot-Lago-Talbot | 5:01  | + 24.0    |
| 11   | 20 | Eugène Chaboud        | Maserati           | 5:13  | + 36.0    |
| 12   | 26 | Geoff Crossley        | Alta               | 5:44  | + 1:07    |
| 13   | 30 | Toni Branca           | Maserati           | 5:45  | + 1:08    |
| 14   | 24 | Johnny Claes          | Talbot-Lago-Talbot |       |           |

### Corrida
| Pos.    | Nº | Piloto                | Construtor         | Voltas | Tempo/Diferença  | Grid | Pontos |
| ------- | -- | --------------------- | ------------------ | ------ | ---------------- | ---- | ------ |
| 1       | 10 | Juan Manuel Fangio    | Alfa Romeo         | 35     | 2:47:26          | 2    | 8      |
| 2       | 12 | Luigi Fagioli         | Alfa Romeo         | 35     | + 14             | 3    | 6      |
| 3       | 14 | Louis Rosier          | Talbot-Lago-Talbot | 35     | + 2:19           | 8    | 4      |
| 4       | 8  | Giuseppe Farina       | Alfa Romeo         | 35     | + 4:05           | 1    | 4      |
| 5       | 4  | Alberto Ascari        | Ferrari            | 34     | + 1 volta        | 7    | 2      |
| 6       | 2  | Luigi Villoresi       | Ferrari            | 33     | + 2 voltas       | 4    |        |
| 7       | 22 | Pierre Levegh         | Talbot-Lago-Talbot | 33     | + 2 voltas       | 10   |        |
| 8       | 24 | Johnny Claes          | Talbot-Lago-Talbot | 32     | + 3 voltas       | 14   |        |
| 9       | 26 | Geoffrey Crossley     | Alta               | 30     | + 5 voltas       | 12   |        |
| 10      | 30 | Toni Branca           | Maserati           | 29     | + 6 voltas       | 11   |        |
| Ret     | 20 | Eugène Chaboud        | Talbot-Lago-Talbot | 22     | Tubo de óleo     | 13   |        |
| Ret     | 6  | Raymond Sommer        | Talbot-Lago-Talbot | 20     | Pressão do óleo  | 5    |        |
| Ret     | 16 | Philippe Étancelin    | Talbot-Lago-Talbot | 15     | Superaquecimento | 6    |        |
| Ret     | 18 | Yves Giraud-Cabantous | Talbot-Lago-Talbot | 2      | Tubo de óleo     | 9    |        |
| Fontes: |    |                       |                    |        |                  |      |        |